# Johan Gustaf Loberg

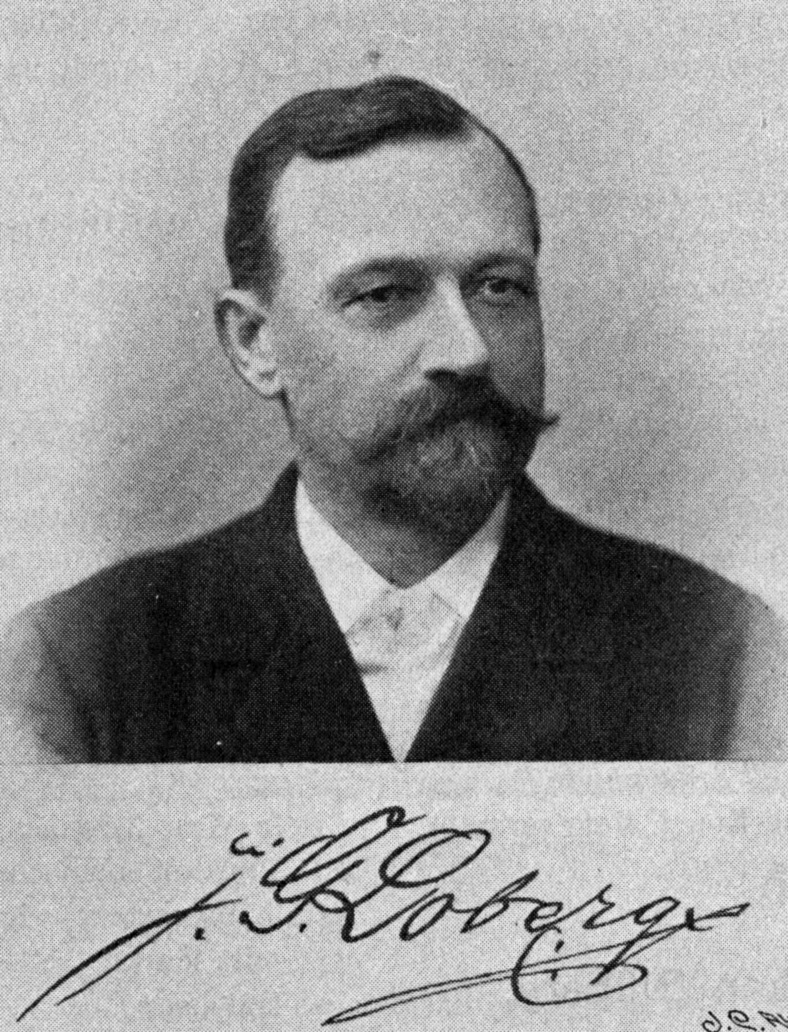
Johan Gustaf Loberg, 1902

Johan Gustaf Loberg, född 9 oktober 1846 i Sunne, död den 28 maj 1928 i Göteborg, var en svensk apotekare, verksam i Göteborg.

## Biografi
Loberg föddes i Värmland och avlade 1866 farmaceutisk examen och 1872 apotekarexamen i Stockholm. Han tjänstgjorde därefter på apotek i Kristianstad, Malmö och ett år i Göteborg. Han blev ett år efter dess grundande 1876 anställd vid Göteborgs Mineralvatten AB och fick där kunskaper, vilka gjorde att han 1887 kunde anlägga Westkustens Mineralvatten- & Tekniska Fabrik. Loberg hade även olika kommunala uppdrag inom Örgryte landskommun och Gårda municipalsamhälle, där han var bosatt. 
Han gifte sig 1882 med Götilda Helena Wallberg (1855-1931) och de fick flera barn.